# Kupinovac (Chorwacja)
Kupinovac – wieś w Chorwacji, w żupanii bielowarsko-bilogorskiej, w mieście Bjelovar. W 2011 roku liczyła 144 mieszkańców.